# Stephan von Muret

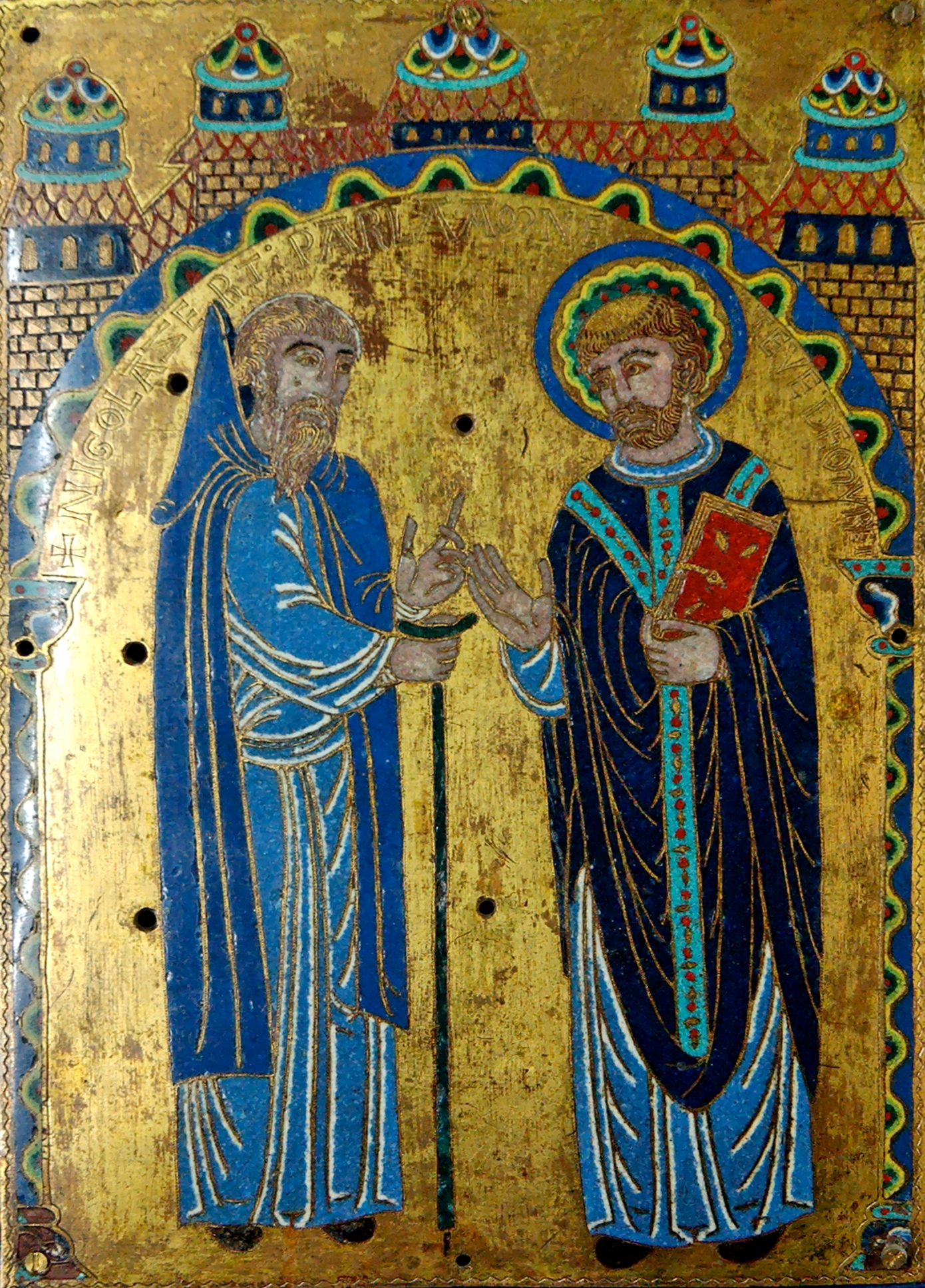
Étienne de Muret und Hugues Lacerta, Abbildung am Hauptaltar im Kloster Grandmont, 12. Jahrhundert

Stephan von Muret (französisch: Étienne de Muret), auch Stephan von Thiers oder Stephan von Grandmont (latinisiert Stephanus de Mureto, Stephanus Thiernensis oder Stephanus Grandimontensis) genannt, (* wohl 1044; † 8. Februar 1124) war ein französischer Mönch des 11. Jahrhunderts und der Gründer einer Mönchsgemeinschaft, aus der später der Orden von Grandmont hervorging. Er ist ein Heiliger der katholischen Kirche.

## Leben
Als jüngerer Sohn von Étienne II., Vicomte de Thiers, aus dem Haus Thiern, ließ er sich wohl um 1076 als Eremit bei Ambazac (20 Kilometer nördlich von Limoges) nieder. In der Muret genannten Gegend sammelten sich weitere Einsiedler, die erst nach seinem Tod aufgrund einer Vision ihren Standort ins nahe Grandmont verlegten und seine Reliquien in der dortigen Kirche verwahrten.

## Heiligsprechung
Stephan von Muret wurde 1189 heiliggesprochen, Sein liturgischer Gedenktag ist der 8. Februar.